# Bernardo Fernandes da Silva
Bernardo Fernandes da Silva (n. 20 aprilie 1965, São Paulo, São Paulo, Brazilia) este un fost fotbalist brazilian.
În 1989, Bernardo a jucat 5 meciuri pentru echipa națională a Braziliei.

## Statistici
| Brazilia | Brazilia | Brazilia |
| An       | Meciuri  | Goluri   |
| -------- | -------- | -------- |
| 1989     | 5        | 0        |
| Total    | 5        | 0        |